# Curling-Juniorenweltmeisterschaft 2015
Die Curling-Juniorenweltmeisterschaft 2015 wurde vom 28. Februar bis 8. März im estnischen Tallinn ausgetragen, Spielstätte war die Curlinghalle der Tondiraba jäähall.

## Männer

### Teilnehmer
| Land               | Fourth           | Third               | Second              | Lead              | Alternate           |
| ------------------ | ---------------- | ------------------- | ------------------- | ----------------- | ------------------- |
| Estland            | Robert-Kent Päll | Sander Rouk         | Eiko-Siim Peips     | Martin Leedo      | Arne Karl Sternfeld |
| Italien            | Amos Mosaner     | Sebastiano Arman    | Carlo Gottardi      | Fabio Ribotta     | Eugenio Molinatti   |
| Kanada             | Braden Calvert   | Kyle Kurz           | Lucas van den Bosch | Brendan Wilson    | Colton Lott         |
| Südkorea           | Lee Ki-jeong     | Lee Ki-bok          | Kim Tae-geun        | Son Seung-jo      | Kim Chi-goo         |
| Norwegen           | Markus Skogvold  | Martin Sesaker      | Wilhelm Naess       | Gaute Nepstad     | Peder Siksjoe       |
| Russland           | Artur Ali        | Timur Gadschichanow | Alexandr Kuzmin     | Michail Waskow    | Penteleimon Lappo   |
| Schottland         | Bruce Mouat      | Duncan Menzies      | Derrick Sloan       | Angus Dowell      | Bobby Lammie        |
| Schweden           | Fredrik Nymann   | Simon Granbom       | Johannes Patz       | Victor Martinsson | Max Bäck            |
| Schweiz            | Romano Meier     | Yannick Schwaller   | Patrick Witschonke  | Michael Probst    | Reto Keller         |
| Vereinigte Staaten | Ethan Meyers     | Quinn Evenson       | Steven Szemple      | William Pryor     | Korey Dropkin       |

### Round Robin
| Datum | Zeit  | Begegnung                       | Resultat |
| ----- | ----- | ------------------------------- | -------- |
| 28.2. | 14:00 | Schottland – Vereinigte Staaten | 9:2      |
|       |       | Schweden – Russland             | 8:2      |
|       |       | Estland – Italien               | 7:6      |
|       |       | Kanada – Norwegen               | 8:3      |
|       |       | Schweiz – Südkorea              | 7:6      |
| 1.3.  | 09:00 | Russland – Kanada               | 7:4      |
|       |       | Vereinigte Staaten – Norwegen   | 4:3      |
|       |       | Schweiz – Schottland            | 7:4      |
|       |       | Südkorea – Italien              | 7:6      |
|       |       | Schweden – Estland              | 10:1     |
|       | 19:00 | Italien – Schweden              | 8:7      |
|       |       | Schottland – Südkorea           | 5:4      |
|       |       | Vereinigte Staaten – Kanada     | 4:6      |
|       |       | Estland – Schweiz               | 3:14     |
|       |       | Russland – Norwegen             | 5:4      |
| 2.3.  | 14:00 | Norwegen – Schweiz              | 1:7      |
|       |       | Estland – Kanada                | 1:10     |
|       |       | Südkorea – Russland             | 8:7      |
|       |       | Italien – Schottland            | 3:5      |
|       |       | Vereinigte Staaten – Schweden   | 5:8      |
| 3.3   | 09:00 | Estland – Russland              | 1:8      |
|       |       | Schweiz – Vereinigte Staaten    | 6:5      |
|       |       | Schottland – Norwegen           | 9:2      |
|       |       | Schweden – Südkorea             | 8:4      |
|       |       | Kanada – Italien                | 5:1      |

| Datum | Zeit  | Begegnung                        | Resultat |
| ----- | ----- | -------------------------------- | -------- |
| 3.3.  | 19:00 | Schweiz – Italien                | 7:4      |
|       |       | Russland – Schottland            | 3:9      |
|       |       | Kanada – Schweden                | 3:2      |
|       |       | Norwegen – Estland               | 8:3      |
|       |       | Südkorea – Vereinigte Staaten    | 2:5      |
| 4.3.  | 14:00 | Schweden – Norwegen              | 4:6      |
|       |       | Südkorea – Estland               | 14:2     |
|       |       | Italien – Vereinigte Staaten     | 10:1     |
|       |       | Schweiz – Russland               | 7:3      |
|       |       | Schottland – Kanada              | 4:10     |
| 5.3.  | 09:00 | Vereinigte Staaten – Estland     | 9:4      |
|       |       | Kanada – Schweiz                 | 5:3      |
|       |       | Norwegen – Südkorea              | 6:5      |
|       |       | Schottland – Schweden            | 5:7      |
|       |       | Italien – Russland               | 6:4      |
|       | 19:00 | Italien – Norwegen               | 4:3      |
|       |       | Schweden – Schweiz               | 6:11     |
|       |       | Schottland – Volksrepublik China | 9:6      |
|       |       | Österreich – Kanada              | 1:9      |
|       |       | Vereinigte Staaten – Russland    | 7:8      |

| Platz | Team               | Spiele | Siege | Ndlg. |
| ----- | ------------------ | ------ | ----- | ----- |
| 1.    | Kanada             | 9      | 8     | 1     |
| 2.    | Schweiz            | 9      | 7     | 2     |
| 3.    | Schweden           | 9      | 6     | 3     |
| 4.    | Schottland         | 9      | 6     | 3     |
| 5.    | Vereinigte Staaten | 9      | 4     | 5     |
| 6.    | Norwegen           | 9      | 4     | 5     |
| 7.    | Südkorea           | 9      | 3     | 6     |
| 8.    | Italien            | 9      | 3     | 6     |
| 9.    | Russland           | 9      | 3     | 6     |
| 10.   | Estland            | 9      | 1     | 8     |

### Playoffs
|  | Page-Playoffs | Page-Playoffs | Page-Playoffs |         |   | Halbfinale | Halbfinale | Halbfinale |   |  | Finale | Finale   | Finale |
|  |               |               |               |         |   |            |            |            |   |  |        |          |        |
|  | 2             | Schweiz       | 6             |         |   |            |            |            |   |  | 2      | Schweiz  | 3      |
|  | 1             | Kanada        | 7             |         |   |            |            |            |   |  | 1      | Kanada   | 6      |
|  | 1             | Kanada        | 7             |         | 3 | Schweden   | 4          |            |   |  | 1      | Kanada   | 6      |
|  |               |               |               |         |   |            | 4          |            |   |  |        |          |        |
|  |               |               | 2             | Schweiz | 9 |            |            |            |   |  |        |          |        |
|  | 3             | Schweden      | 2             | Schweiz | 9 | 7          | 4          | Schottland | 8 |  |        |          |        |
|  | 3             | Schweden      |               |         |   |            | 4          | Schottland | 8 |  |        |          |        |
|  | 4             | Schottland    | 6             |         |   |            |            |            |   |  | 3      | Schweden | 3      |

### Endstand
| Platz | Land               |
| ----- | ------------------ |
| 1     | Kanada             |
| 2     | Schweiz            |
| 3     | Schottland         |
| 4     | Schweden           |
| 5     | Vereinigte Staaten |
| 6     | Norwegen           |
| 7     | Südkorea           |
| 8     | Italien            |
| 9     | Russland           |
| 10    | Estland            |

## Frauen

### Teilnehmerinnen
| Land               | Fourth            | Third                  | Second            | Lead             | Alternate             |
| ------------------ | ----------------- | ---------------------- | ----------------- | ---------------- | --------------------- |
| England            | Hetty Garnier     | Angharad Ward          | Naomi Robinson    | Lucy Sparks      | Niamh Fenton          |
| Estland            | Marie Turmann     | Karli Zirk             | Kerli Laidsalu    | Johanna Ehatamm  | Victoria-Laura Lohmus |
| Kanada             | Kelsey Rocque     | Danielle Schmiemann    | Holly Jamieson    | Jessica Iles     | Kristen Streifel      |
| Südkorea           | Kim Eun-bi        | Hyoung Bo-ram          | Hwang Su-bin      | Shin Ga-yeong    | Jeon Jeong-hyeon      |
| Russland           | Uljana Wassiljewa | Anastassija Moskaljowa | Ekaterina Kuzmina | Evgeniya Demkina | Maria Baksheeva       |
| Schottland         | Gina Aitken       | Naomi Brown            | Rowena Kerr       | Rachel Hannen    | Karina Aitken         |
| Schweden           | Isabella Wranå    | Jennie Wåhlin          | Johanna Heldin    | Fanny Sjöberg    | Johanna Höglund       |
| Schweiz            | Briar Hürlimann   | Lisa Gisler            | Rahel Thoma       | Elena Stern      | Raphaela Keiser       |
| Tschechien         | Alžběta Baudyšová | Helena Hajkova         | Eliska Srnska     | Lenka Hronova    | Andrea Krupanska      |
| Vereinigte Staaten | Cory Christensen  | Sarah Anderson         | Mackenzie Lank    | Jenna Haag       | Taylor Anderson       |

### Round Robin
| Datum | Zeit  | Begegnung                       | Resultat |
| ----- | ----- | ------------------------------- | -------- |
| 28.2. | 18:30 | Schweiz – Schweden              | 3:11     |
|       |       | Kanada – Tschechien             | 8:1      |
|       |       | Vereinigte Staaten – Russland   | 7:8      |
|       |       | Schottland – Estland            | 8:2      |
|       |       | Südkorea – England              | 9:3      |
| 1.3.  | 14:00 | Tschechien – Schottland         | 4:6      |
|       |       | Schweden – Estland              | 9:1      |
|       |       | Südkorea – Schweiz              | 2:8      |
|       |       | England – Russland              | 5:4      |
|       |       | Kanada – Vereinigte Staaten     | 7:3      |
| 2.3.  | 09:00 | Russland – Kanada               | 3:10     |
|       |       | Schweiz – England               | 7:5      |
|       |       | Schweden – Schottland           | 5:10     |
|       |       | Vereinigte Staaten – Südkorea   | 10:4     |
|       |       | Tschechien – Estland            | 4:6      |
|       | 19:00 | Estland – Südkorea              | 4:7      |
|       |       | Vereinigte Staaten – Schottland | 2:8      |
|       |       | England – Tschechien            | 6:5      |
|       |       | Russland – Schweiz              | 4:5      |
|       |       | Schweden – Kanada               | 2:4      |
| 3.3.  | 14:00 | Vereinigte Staaten – Tschechien | 9:3      |
|       |       | Südkorea – Schweden             | 4:7      |
|       |       | Schweiz – Estland               | 6:4      |
|       |       | Kanada – England                | 6:2      |
|       |       | Schottland – Russland           | 5:7      |

| Datum | Zeit  | Begegnung                     | Resultat |
| ----- | ----- | ----------------------------- | -------- |
| 4.3.  | 09:00 | Südkorea – Russland           | 7:6      |
|       |       | Tschechien – Schweiz          | 4:9      |
|       |       | Schottland – Kanada           | 2:9      |
|       |       | Estland – Vereinigte Staaten  | 3:5      |
|       |       | England – Schweden            | 6:7      |
|       | 19:00 | Kanada – Estland              | 8:2      |
|       |       | England – Vereinigte Staaten  | 3:14     |
|       |       | Russland – Schweden           | 6:4      |
|       |       | Südkorea – Tschechien         | 8:6      |
|       |       | Schweiz – Schottland          | 6:11     |
| 5.3.  | 14:00 | Schweden – Vereinigte Staaten | 9:6      |
|       |       | Schottland – Südkorea         | 6:7      |
|       |       | Estland – England             | 7:5      |
|       |       | Schweiz – Kanada              | 3:4      |
|       |       | Russland – Tschechien         | 10:6     |
| 6.3.  | 09:00 | Schottland – England          | 7:3      |
|       |       | Estland – Russland            | 2:8      |
|       |       | Kanada – Südkorea             | 7:1      |
|       |       | Tschechien – Schweden         | 3:10     |
|       |       | Vereinigte Staaten – Schweiz  | 7:3      |

| Platz | Team               | Spiele | Siege | Ndlg. |
| ----- | ------------------ | ------ | ----- | ----- |
| 1.    | Kanada             | 9      | 9     | 0     |
| 2.    | Schottland         | 9      | 6     | 3     |
| 3.    | Schweden           | 9      | 6     | 3     |
| 4.    | Schweiz            | 9      | 5     | 4     |
| 5.    | Vereinigte Staaten | 9      | 5     | 4     |
| 6.    | Südkorea           | 9      | 5     | 4     |
| 7.    | Russland           | 9      | 5     | 4     |
| 8.    | Estland            | 9      | 2     | 7     |
| 9.    | England            | 9      | 2     | 7     |
| 10.   | Tschechien         | 9      | 0     | 9     |

### Playoffs
|  | Page-Playoffs | Page-Playoffs | Page-Playoffs |          |   | Halbfinale | Halbfinale | Halbfinale |   |  | Finale | Finale     | Finale |
|  |               |               |               |          |   |            |            |            |   |  |        |            |        |
|  | 2             | Schottland    | 2             |          |   |            |            |            |   |  | 2      | Schottland | 2      |
|  | 1             | Kanada        | 9             |          |   |            |            |            |   |  | 1      | Kanada     | 8      |
|  | 1             | Kanada        | 9             |          | 2 | Schottland | 6          |            |   |  | 1      | Kanada     | 8      |
|  |               |               |               |          |   |            | 6          |            |   |  |        |            |        |
|  |               |               | 3             | Schweden | 1 |            |            |            |   |  |        |            |        |
|  | 4             | Schweiz       | 3             | Schweden | 1 | 4          | 3          | Schweden   | 6 |  |        |            |        |
|  | 4             | Schweiz       |               |          |   |            | 3          | Schweden   | 6 |  |        |            |        |
|  | 3             | Schweden      | 10            |          |   |            |            |            |   |  | 4      | Schweiz    | 7      |

### Endstand
| Platz | Land               |
| ----- | ------------------ |
| 1     | Kanada             |
| 2     | Schottland         |
| 3     | Schweiz            |
| 4     | Schweden           |
| 5     | Vereinigte Staaten |
| 6     | Südkorea           |
| 7     | Russland           |
| 8     | Estland            |
| 9     | England            |
| 10    | Tschechien         |